# Grosostraße 10 (Gräfelfing)

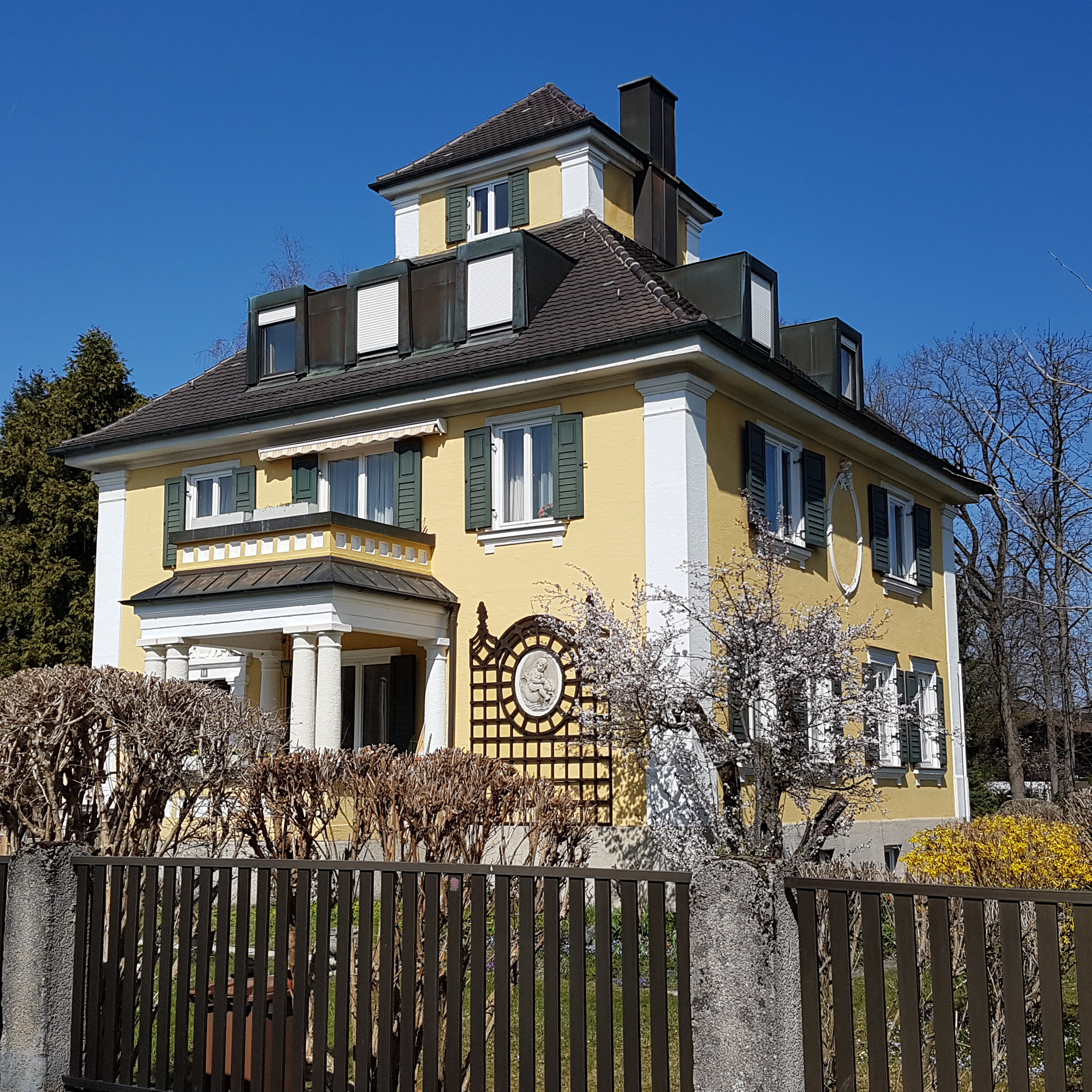
Villa Grosostraße 10 in Gräfelfing

Das Gebäude Grosostraße 10 in Gräfelfing, einer Gemeinde im oberbayerischen Landkreis München, wurde 1914 errichtet. Die Villa ist ein geschütztes Baudenkmal.
Der zweigeschossige Zeltdachbau mit Belvedere, Loggia über toskanischen Säulen und Pilastergliederungen, wurde für den Maler Oswald Völkel erbaut. Der Baumeister war Conrad Dumser.